# Atomic (Britpop-Band)
Atomic ist eine deutsche Britpop-Band.

## Geschichte
Atomic wurde 1997 im Bayerischen Wald von den Brüdern Thomas und Rainer Marschel gegründet. Der Name erinnert an den Szene Club Atomic Café in München. Nach der Veröffentlichung einer 4-Track-Demo-CD Demo 2000 gewannen sie den „Regensburger Woche Wettbewerb“. Es folgt die Nominierung für den Kulturförderpreis 2000 des Bezirks Oberpfalz und die Nominierung für den deutschen Rock & Pop Preis in Bonn, wo sie unter die besten 100 kamen. Im August 2001 wurden sie für den Song Shadow Dancer erneut für den Rock & Pop Preis in Würzburg nominiert.
Dominik Teubert und Daniel Mederer spielen unter anderem auch bei der Britpop-Band the TurningOns.

## Diskografie

### Alben
- 2005: Wonderland Boulevard (Redwinetunes)
- 2008: Coming Up From The Streets (Dandyland / Rookie Records)
- 2011: Heartbeater (Redwinetunes)
- 2014: Heartbeater - The Remix Album (Community Records)
- 2024: If This Wall Could Sing (Marshall's House)

### EPs
- 2002: The Big Issue

### Singles
- 2009: Sunshine Bliss / Boy On The Run (Again)